# ПСН-В
ПСН-В (бел. Пісталет хаванага нашэння Васільева; Пистолет скрытого ношения Васильева) — белорусский малогабаритный пистолет для скрытого ношения, разработанный конструктором Игорем Васильевым. Впервые ПСН-В был представлен на выставке MILEX-2017.

## Характеристики
Пистолет имеет 166 мм длину, 90-мм ствол, ширину 18 и высоту 117 мм, а также штатный магазин. Ствол оружия выполнен выступающим из затвора на расстояние, достаточное для крепления глушителя. ПСН-В весит всего 460 граммов. Для пистолета используется патрон калибра 9x19 Parabellum.
Принцип действия автоматики ПСН — это отдача ствола при его коротком ходе. УСМ — ударниковый, одинарного действия. Для ПСН-В существуют два магазина на 6 и 8 патронов.